# Lee Dong-soo
Lee Dong-soo o Lee Dong-Su (Seül, Corea del Sud 1974) és un jugador de bàdminton sud-coreà, ja retirat, guanyador de dues medalles olímpiques.

## Biografia
Va néixer el 7 de juny de 1974 a la ciutat de Seül, capital de Corea del Sud.

## Carrera esportiva
Va participar, als 26 anys, en els Jocs Olímpics d'Estiu de 2000 realitzats a Sydney (Austràlia), on va aconseguir guanyar la medalla de plata en la competició masculina de dobles al costat de Yoo Yong-sung i va finalitzar dissetè en la competició de dobles mixts al costat de Lee Hyo-Jeong. En els Jocs Olímpics d'Estiu de 2004 realitzats a Atenes (Grècia) va aconseguir revalidar el metall en la competició de dobles novament al costat de Yong-sung.
Al llarg de la seva carrera ha guanyat dues medalles en el Campionat del Món de bàdminton i cinc medalles en els Jocs Asiàtics.